# Patrick Rapold

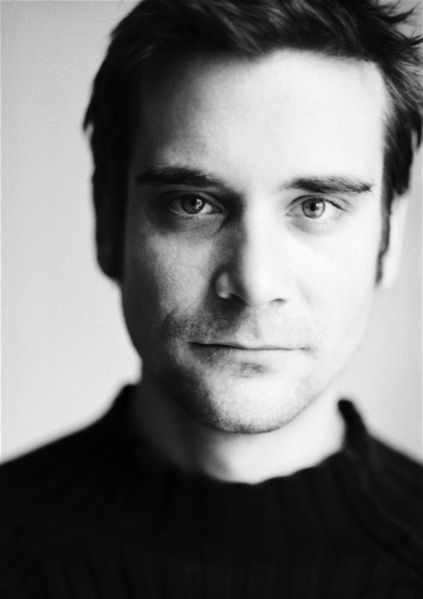
Patrick Rapold (2007)

Patrick Rapold (* 21. Mai 1975 in Schaffhausen) ist Schweizer Schauspieler und Pianist. Er ist ein Bruder von Martin Rapold.

## Leben
Seine Schauspielausbildung erhielt Rapold von 1998 bis 2000 an der Film- und Fernsehschauspielschule European Film Actor School (EFAS) in Zürich.
Sein Debüt feiert er im Jahr 2000 mit dem Fernseh-Mehrteiler Die Manns – Ein Jahrhundertroman. Seither war er in mehreren europäischen Filmproduktionen zu sehen, unter anderem in Nocturne, Eurotrip und Snow White.
Im März 2008 siedelte er für zunächst ein Jahr nach Los Angeles über, mit dem Ziel in Hollywood als Schauspieler Fuss zu fassen.

## Filmografie (Auswahl)
- 2000: Die Manns – Ein Jahrhundertroman (Fernseh-Mehrteiler)
- 2001: Tatort – Time-Out
- 2004: Eurotrip
- 2004: Familie auf Bestellung (Fernsehfilm)
- 2004: Samt und Seide (Fernsehserie)
- 2004–2005: Der Ermittler (Fernsehserie)
- 2004–2006: Schlosshotel Orth (Fernsehserie)
- 2005: Inga Lindström: Das Geheimnis von Svenaholm
- 2005: Snow White
- 2006: Barbara Wood: Sturmjahre
- 2007: Lilly Schönauer – Umweg ins Glück
- 2010: Inga Lindström: Prinzessin des Herzens
- 2010: Katie Fforde: Festtagsstimmung
- 2012: Das Missen Massaker (Horrorkomödie, Regie: Michael Steiner)
- 2012: Das verlorene Labyrinth
- 2014: Dora Heldt: Unzertrennlich
- 2014: Akte Grüninger
- 2015: Katie Fforde: Vergissmeinnicht
- 2016: Heldt (Fernsehserie, Folge Sternenreise)
- 2019: Zwingli, Regie: Stefan Haupt
- 2024: Tatort: Fährmann
- 2025: Die Beschatter (Fernsehserie, drei Folgen)